# Baltic Circle
Baltic Circle är en internationellt inriktad scenkonstorganisation i Finland med bas i Helsingfors, grundad 1996.
Baltic Circle startades av en grupp finska teaterpersoner år 1996 som ett centrum för internationell utveckling och utbyte av samtida, nyskapande scenkonst, främst teater i framför allt länderna runt Östersjön. År 2000 startades även International Theatre Festival Baltic Circle med inbjudna deltagande produktioner och kulturpersoner från de olika länderna. Festivalen återkom år 2003 och 2005 och från och med år 2007 är det en i mitten av november årligen återkommande teaterfestival med stöd från bland andra Finska staten, Nordiska Ministerrådet och Europeiska Unionen. Verksamheten äger rum på olika platser i Helsingfors.
Utöver föreställningar driver Baltic Circle också en egen skiftande tematisk linje av nyutveckling och arrangerar bland annat samhällsengagerade seminarier, debatter, workshops med mera och bjuder in teaterkonstnärer till residensvistelse i Helsingfors.